# Curtain Call: The Hits
Curtain Call: The Hits er rapperen Eminems første Greatest hits-album, udgivet i 2005. Det var en cd med de 12 største hits fra sine solo albums, siden Slim Shady LP. På cd'en findes også soundtracket fra filmen 8 Mile, nemlig Lose Yourself, 3 helt nye sange, og en live optræden med Elton John fra 2002.

## Trackliste
Alle sange skrevet og komponeret af Eminem. 
| 1.  | "Intro (Curtain Call)"                                  | | 0:34 |
| 2.  | "Fack"                                                  | - Bass, guitar af Steve King | 3:26 |
| 3.  | "The Way I Am" (The Marshall Mathers LP)                | - Produceret af Marshall Mathers III - Mixet af Marshall Mathers III - Lydteknikere: Richard "Segal" Huredia, Urban Kris - Assisterende lydtekniker: Thomas Rounds - Bass, guitar af Mike Elizondo - Keyboard af Mike Elizondo, Tommy Coster, Jr. | 4:51 |
| 4.  | "My Name Is" (The Slim Shady LP)                        | - Produceret af Dr. Dre - Mixet af Dr. Dre - Mix -tekniker: Richard "Segal" Huredia - Indeholder en interpolation af "I Got The", af Labi Siffre                                                                                                  | 4:29 |
| 5.  | "Stan (Feat. Dido)" (The Marshall Mathers LP)           | - Indeholder elementer fra "Thank You", af Dido | 6:44 |
| 6.  | "Lose Yourself" (8 Mile)                                | - Keyboards, programmering af Luis Resto | 5:26 |
| 7.  | "Shake That (Feat. Nate Dogg)"                          | - Bass, guitar af Steve King | 4:34 |
| 8.  | "Sing for the Moment" (The Eminem Show)                 | - Indeholder elementer fra "Dream On", af Aerosmith | 5:40 |
| 9.  | "Without Me" (The Eminem Show)                          | - Indeholder adapterede elementer fra "Buffalo Gals", af Malcolm McLaren, Anne Dudley, Trevor Horn | 4:51 |
| 10. | "Like Toy Soldiers" (Encore)                            | - Indeholder interpolation fra "Toy Soldiers" af Martika | 4:56 |
| 11. | "The Real Slim Shady" (The Marshall Mathers LP)         | - Keyboards af Tommy Coster, Jr. | 4:45 |
| 12. | "Mockingbird" (Encore)                                  | - Keyboards af Luis Resto | 4:11 |
| 13. | "Guilty Conscience (Feat. Dr. Dre)" (The Slim Shady LP) | - Indeholder en interpolation fra "Go Home Pigs", fra filmen Getting Straight | 3:20 |
| 14. | "Cleanin' Out My Closet" (The Eminem Show)              | - Ekstra trommeprogrammering af D.J. Head | 4:59 |
| 15. | "Just Lose It" (Encore)                                 | - Indeholder lyriske dele eller reference fra Eminems "Without Me", "The Real Slim Shady", "Lose Yourself" og "Superman" | 4:09 |
| 16. | "When I'm Gone"                                         | - Keyboards af Luis Resto | 4:41 |
| 17. | "Stan (Feat. Elton John)" (live)                        | - Produceret af The Recording Academy | 6:20 |